# Danny Lloyd (aktor)
Danny Lloyd, także Dan Lloyd, właśc. Daniel Lloyd (ur. 1 stycznia 1973 w Chicago) – amerykański aktor.
W wieku pięciu lat dostał rolę Danny'ego Torrance'a w filmie Lśnienie. Reżyser Stanley Kubrick specjalnie ukrywał przed Dannym, w jakim filmie gra – zatem młody Lloyd nie wiedział, iż gra w horrorze. O tym, że grał w filmie grozy, dowiedział się dopiero po premierze filmu. Sam aktor przyznaje, że niewiele pamięta z tego, co się działo na planie – był bowiem zbyt młody. Od premiery filmu w 1980 zagrał już tylko w jednym projekcie – Will: The Autobiography of G. Gordon Liddy, w wieku dziewięciu lat. Po tym filmie Danny Lloyd stwierdził, iż nie interesuje go kariera aktora. Przez pewien czas pracował jako sprzedawca w sklepie, został nauczycielem w Missouri.